# Hungarocomix
A Hungarocomix a Magyar Képregény Szövetség rendezvénye, amelyre első alkalommal 2005-ben került sor. Hagyományosan év végén, karácsony előtt rendezik meg. 2005-től "Képregénykiállítás és -vásár", 2014 és 2017 között "A magyar képregény és képregényesek napja" volt a rendezvény meghatározása. 2018-tól ismét elsősorban karácsonyi vásár, interaktív képregényes programokkal.

## A Hungarocomix kronológiája
| Év   | Hó, nap         | Helyszín                    | Látogatók száma | Külföldi és kiemelt hazai vendégek                                                         | Megjegyzések                                                                                |
| ---- | --------------- | --------------------------- | --------------- | ------------------------------------------------------------------------------------------ | ------------------------------------------------------------------------------------------- |
| 2005 | november 26.    | Sugár áruház                | n. a.           | Gróf Balázs, Wágner és Vatta társulat                                                      |                                                                                             |
| 2006 | december 9.     | Sugár áruház                | n. a.           | Gradimir Smudja (Szerbia), Har van Fulpen (Hollandia), Karafiáth Orsolya, Tövisházi Ambrus |                                                                                             |
| 2007 | december 2.     | Aranytíz                    | 1100            | Nemere István, Sarlós Endre                                                                |                                                                                             |
| 2008 | december 7.     | Gödör Klub                  | kb. 1000        | Vass Mihály                                                                                | 5 órás képregényrajzolás; reklámfilm: Patrovits Tamás; kiállítás az Eduárd képregényboltban |
| 2009 | november 29.    | Gödör Klub                  | kb. 1000        |                                                                                            |                                                                                             |
| 2010 | december 18.    | Millenáris Jövő Háza        | 3000            |                                                                                            | A Holdfény Team szervezésében, közösen az Animekarácsonnyal; plakát: Felvidéki Miklós       |
| 2011 | december 11.    | Millenáris Fogadó           | 900             | A Besenyő-család tagjai                                                                    | Plakát: Vass Róbert                                                                         |
| 2012 | december 13-16. | Akvárium (volt Gödör) klub  | kb. 1500        |                                                                                            | A Szerep Portál szervezésében, közösen a Karácsonyi Könyvfiesztával                         |
| 2013 | december 8.     | Roham bár (volt Metro-klub) | 400             |                                                                                            | Plakát: Halter András; képregényrögtönzés emberi jogi témában                               |
| 2014 | december 6.     | Roham bár                   | kb. 500         | Szabó Evu (Sanyi, a bagoly), Miklosovits László, Csepella Olivér, Tondora Judit            | Plakát: Koska Zoltán                                                                        |
| 2015 | november 28.    | Lipták villa                | kb. 400         |                                                                                            | Plakát: Tondora Judit                                                                       |
| 2016 | december 10.    | K11 (Király utca 11.)       | kb. 500         |                                                                                            | Plakát: Vidák Zsolt                                                                         |
| 2017 | december 9.     | K11 (Király utca 11.)       | kb. 500         |                                                                                            | Plakát: Oravecz Gergely. Kiállítás Marabu munkáiból.                                        |
| 2018 | december 2.     | Lurdy Rendezvényközpont     | 750             | Farkas Lajos, Merényi Dániel, Michal Daniluk (Eaglemoss)                                   | Plakát: Sváb József                                                                         |
| 2019 | december 15.    | Lurdy Rendezvényközpont     | 750             |                                                                                            | Plakát: Sárdi Katalin                                                                       |
| 2021 | november 28.    | Turbina Kulturális Központ  | n. a.           |                                                                                            | Plakát: Erhardt Domonkos                                                                    |
| 2022 | december 10.    | Cinema Hall                 | 450             |                                                                                            | Plakát: Lakatos Botond                                                                      |
| 2023 | december 3.     | Lurdy Rendezvényközpont     | 600             |                                                                                            | Plakát: Tebeli Szabolcs                                                                     |
| 2024 | december 14.    | Lurdy Rendezvényközpont     | 600             |                                                                                            | Plakát: Korbuly Ági                                                                         |